# Campanula scheuchzeri
Campanula scheuchzeri is een kruidachtige plant uit de klokjesfamilie (Campanulaceae). De soort is vernoemd naar de Zwitserse natuuronderzoeker Johann Jakob Scheuchzer.
De plant heeft kruipende wortelstokken en een rechtopstijgende kale stengel. Deze wordt 5-40 cm hoog. De grondbladeren zijn rond tot niervormig. Tijdens de bloei zijn deze reeds verwelkt.
De zittende stengelbladeren zijn langwerpig tot lancetvormig. naar boven worden ze smaller. Aan de voet kunnen ze gevleugeld zijn.
De 1,8-2,6 cm lange, blauwviolette bloemen zijn alleenstaand of gegroepeerd in een kleine, losse tros. De stand is omhoog of licht geknikt. De bloeitijd is juli en augustus.

## Voorkomen
De plant komt algemeen voor op bergweiden en rotsige plaatsen in gebergten in in Midden- en Zuid-Europa op hoogten van 1000-3200 m.
In Oostenrijk ontbreekt deze soort in Wenen en het Burgenland.

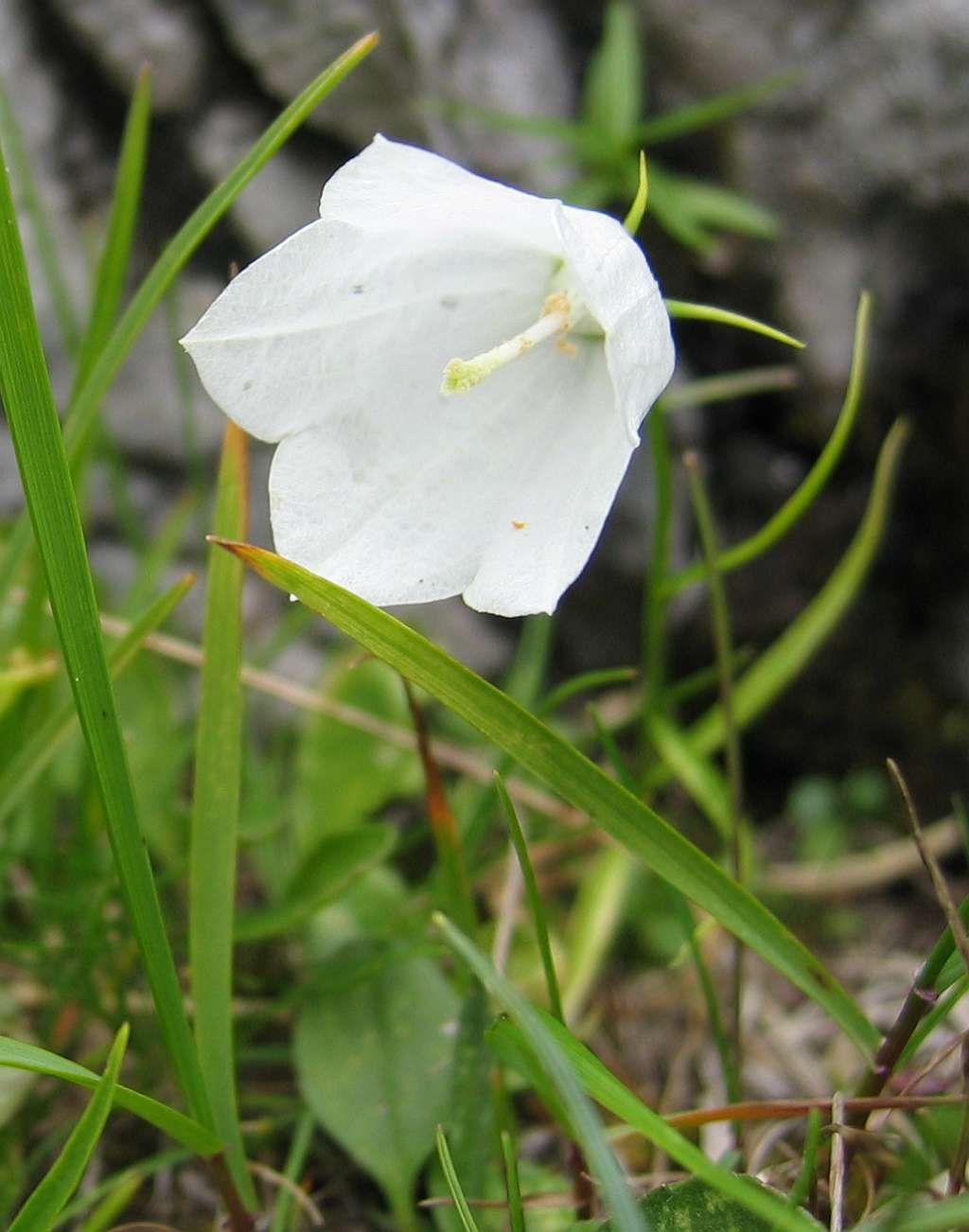
Variant met witte bloemen

## Diversen
Campanula scheuchzeri is nauw verwant aan het grasklokje (Campanula rotundifolia), en er zijn dan ook veel natuurlijke hybriden tussen deze twee soorten.
Door verschillende tijden waarop stamper en helmdraden rijp zijn, is zelfbestuiving uitgesloten.